# King of California
Pour plus de détails, voir Fiche technique et Distribution.
King of California est un film américain réalisé par Michael Cahill, sorti en 2007. C'était le film d'ouverture du Festival de Deauville de 2007.

## Synopsis
À peine sorti d'un asile psychiatrique, Charlie entraîne sa fille Miranda à la recherche d'un trésor caché par l'espagnol Juan Garces lors de l'exploration de la Californie. Après plusieurs semaines de recherche, celui-ci se trouve être enterré sous un supermarché. Rien n'arrêtera Charlie pour le récupérer ...

## Fiche technique
- Titre original : The King of California
- Réalisation : Mike Cahill
- Scénario : Mike Cahill
- Costumes : Michael Dennison et Ellen Mirojnick
- Producteur : Alexander Payne
- Pays d'origine : États-Unis
- Format : Couleur
- Genre : Comédie dramatique
- Durée : 93 minutes
- Dates de sortie : 
  -  France 12 septembre 2007
  -  États-Unis 14 septembre 2007

## Distribution
- Michael Douglas : Charlie
- Evan Rachel Wood : Miranda
- Ashley Greene : une femme dans le McDonalds